# Matěj Netval
Matěj Netval (4. února 1859 Pacov – 23. srpna 1947 Humpolec) byl humpolecký právník, překladatel a novinář. V překladatelské činnosti se věnoval italským autorům Ugu Foscolovi a Silviu Pellicovi. Jeho překladatelský styl byl ovlivněn Jaroslavem Vrchlickým, s nímž také spolupracoval. V novinářské činnosti se věnoval především fejetonům a soudničkám převážně publikovaným v regionálním tisku, ale i v Národních listech.
Matěj Netval se snažil svou tvorbou přispět k posílení národního sebevědomí v rámci Rakouska-Uherska, přiblížit zahraniční literaturu české veřejnosti, ale i potěšit běžného čtenáře nápaditě napsaným fejetonem. Jeho úsilí se mnohdy minulo účinkem. Například z jeho vlastního vydání Francescy z Rimini
 se prodalo jen několik kusů.

## Dětství a studia (1859–1893)
Matěj Netval se narodil v soukenické rodině. Jeho rodný Pacov byl v té době jedním ze soukenických center českých zemí, soukeníci zde byli nejpočetněji zastoupeným řemeslem.

### Rodina
Jeho otec Fabian Šebestián Netval (7. 8. 1827 – 22. 3. 1897) byl dvakrát ženatý. Se svou první ženou Terezií měl tři děti. Kromě Matěje Netvala měl ještě dceru Josefu a syna Františka
. S první manželkou se rozvedl a poté, co se znovu oženil, se s rodinou už příliš nestýkal a o jeho životě po rozvodu už není nic známo.
Matka Matěje Netvala, Terezie Netvalová rozená Dvořáková (19. 10. 1827–1881), pocházela z mlynářské rodiny z Peřinkova mlýna u Velké Chyšky poblíž Pacova. Budova mlýna stojí dodnes. Se svými dětmi měla dobré vztahy, a to hlavně s Matějem, na kterého měla velký vliv. Na základě jejího přání šel po maturitě studovat teologii. Po rozvodu s Fabianem Netvalem se Terezie Netvalová přestěhovala za svým synem Matějem do Prahy, kde dožila v jeho bytě v Košířích
.

### Dětství (1859–1879)
O dětství Matěje Netvala se nezachovaly žádné prameny, a tak se lze jen domnívat, že vedl zcela normální život dítěte tehdejší střední vrstvy.
Nejstarší doložené informace o něm se týkají až jeho gymnaziálních let. Nejprve studoval v Táboře, a to od roku 1872. Po roce přestoupil na klasické gymnázium v Českých Budějovicích
. To bylo založeno roku 1868 jako první ryze české gymnázium na jihu Čech. Zpočátku zde mělo být zřízeno gymnázium státní, to však bylo zamítnuto, a tak nezbývala jiná možnost než založit gymnázium soukromé. Tohoto úkolu se zhostil nadšený vlastenec, českobudějovický biskup Jan Valerián Jirsík, po kterém se gymnázium v současnosti jmenuje. Stejného roku, jako bylo gymnázium založeno, se začalo s výukou. Provozování gymnázia bylo však finančně příliš náročné, a tak muselo být znovu požádáno o zřízení státního gymnázia. Žádost byla tentokrát úspěšná a školu začal roku 1871 financovat stát
. Již v prvních letech fungování gymnázia byl o výuku na něm obrovský zájem a jedním z jeho studentů se stal i mladý Matěj Netval
.
Zde Netval studoval sedm let až do maturity. Během této doby žil v chlapeckém semináři. Na biskupa Jana Jirsíka vzpomíná i v jednom ze svých fejetonů Jak na nás pan biskup Jirsík vyzrál.
Při studiu na gymnáziu nepatřil mezi nejlepší žáky. V přírodovědných předmětech příliš neexceloval, avšak mnohem lepší byl v humanitních předmětech. Již na gymnáziu studoval tři cizí jazyky a to němčinu, latinu a řečtinu. Kdy se setkal poprvé s italštinou, ze které později překládal, není známo. Je však pravděpodobné, že v poslední ročnících gymnázia se již musel italsky učit, asi mimo povinný studijní program. Matěj Netval v roce 1880 odmaturoval s vyznamenáním, přestože byl na maturitním vysvědčení ohodnocen dostatečnou z němčiny
 (němčina mu dělala problémy po celou dobu jeho studia). Po maturitě mu byla otevřena cesta ke studiu na univerzitě.

### Studia na vysoké škole (1880–1893)
Na přání své matky začal v Praze na tehdejší Universitě Karlo-Ferdinandově studovat teologii, jejíž fakulta měla tehdy sídlo v budově Klementina. Vyučovalo se výhradně německy. Na vysokou školu nastoupil hned po maturitě a začal studovat v zimním semestru 1880/1881. Zde se Matěj Netval začal zajímat o italskou literaturu a zahájil také svou kariéru překladatele, když přeložil knihu pamětí italského spisovatele Silvia Pellica Z mých žalářův. Na teologické fakultě však zůstal pouze tři semestry. Po smrti své matky, která zemřela pravděpodobně na konci roku 1881, přestoupil Matěj Netval na právnickou fakultu, kde začal studovat hned v následujícím letním semestru 1882. Po smrti matky se také Netval přestěhoval ze svého bytu v Košířích na levém břehu Vltavy, do bytu na Starém Městě, konkrétně do ul. Liliengasse č. 25 (dnes Liliová).

#### Rozdělení univerzity

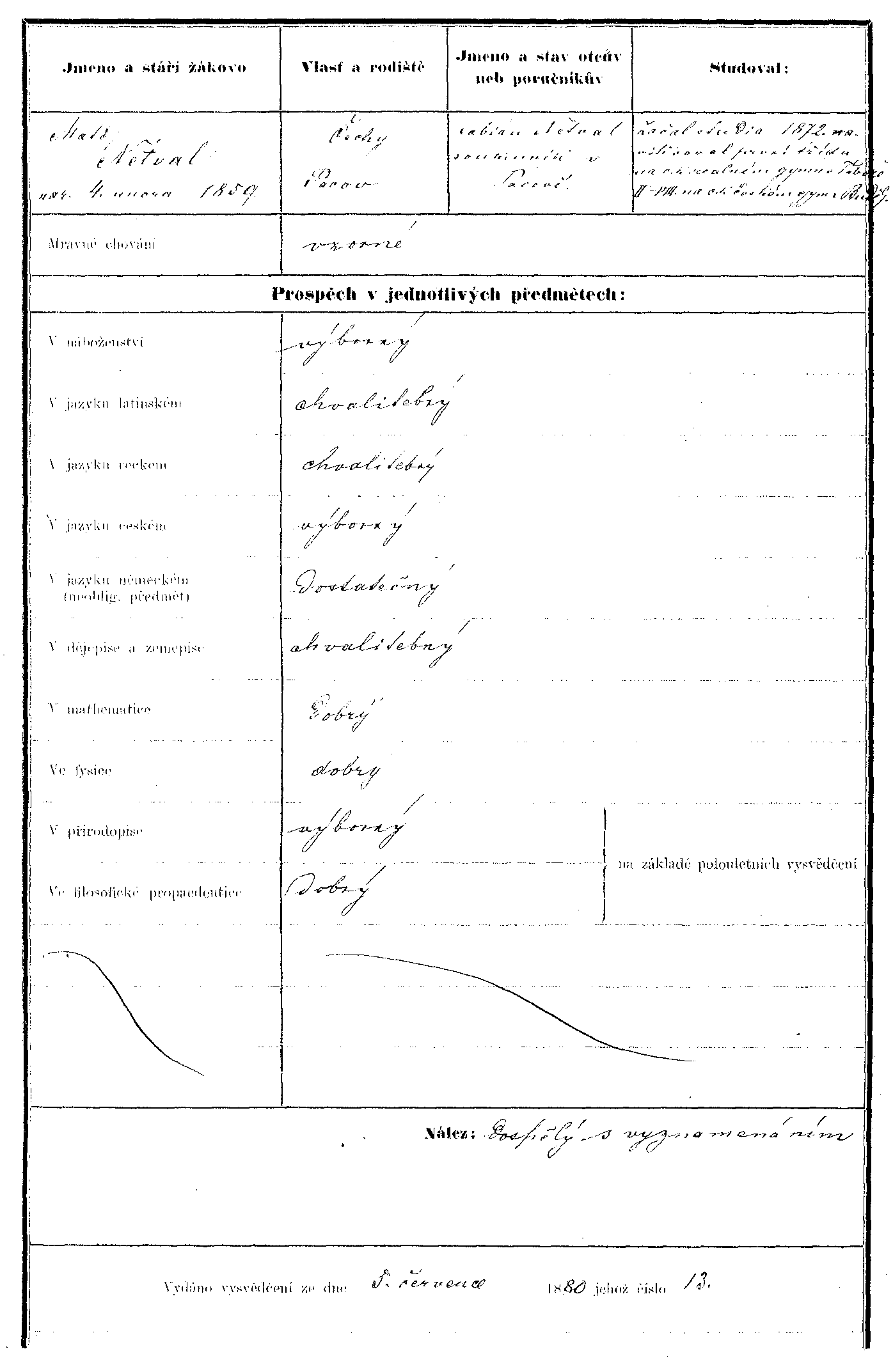
Maturitní vysvědčení Matěje Netvala

Jakmile ukončil na právech první semestr, odehrála se v jeho studijním životě další velká změna. Netýkala se ale jen jeho samotného, ale celé univerzity. Toho léta totiž zanikla společná česko-německá Karlo-Ferdinandova universita. Na jejím místě vznikly univerzity dvě, jedna německá (Německá universita Karlo-Ferdinandova) a druhá česká (Česká universita Karlo-Ferdinandova), na které pokračoval ve studiu i Matěj Netval. Rozdělování univerzity začalo už v roce 1848, kdy se čeština stala dalším vyučovacím jazykem vedle němčiny. V důsledku tohoto ustanovení se začal prohlubovat vliv Čechů na univerzitě a to vedlo u německých profesorů a studentů k obavám z počeštění univerzity. Tyto obavy vyvrcholily požadavkem Němců na její rozdělení. Tomuto aktu se Češi snažili zabránit, protože se obávali nerovnoměrného rozdělení majetku univerzity. To se jim dařilo až do roku 1882, kdy byla univerzita přes veškeré snahy definitivně rozdělena. Obavy o majetek se však naplnily a Česká universita Karlo-Ferdinandova začínala svou existenci téměř z ničeho, jediné čeho se jí dostávalo byli čeští profesoři, kteří téměř všichni na univerzitu přestoupili.

#### Zbytek studia
Matěj Netval tedy začínal své studium na české univerzitě ve špatných studijních podmínkách, což nemohlo být vůbec lehké. V této době se také opět přestěhoval, a to do Klementina, které po rozdělení připadlo české části univerzity. Na univerzitě se tehdy vyučovala celá řada předmětů jako statistika, řízení soudních procesů nebo psychologie. Zvláštní důraz se také kladl na historické předměty, jako byly například předměty O dějinách Rakouska a pramenech jejich nebo Římský civilní proces, které ve studiu zabraly celé tři semestry. Mezi profesory Matěje Netvala patřily i mnohé významné osobnosti. Byl to například i budoucí první československý prezident Tomáš Garrigue Masaryk, který dostal v roce 1882 na univerzitě post mimořádného profesora. Masaryk Netvala vyučoval v předmětu nazvaném Humeova filosofie náboženství (Tento předmět byl nazván podle skotského filosofa 18. století Davida Humea). Matěj Netval univerzitní studium úspěšně dokončil a v roce 1885 se stal právníkem ovšem bez doktorského titulu, který tehdy k provozování právnického povolání nebyl nutný. Titul JUDr. získal až v roce 1893 po složení rigorózních zkoušek.

## Ve východních Čechách (1884–1897)
Následující kapitola se věnuje etapě života JUDr. Matěje Netvala ohraničené z jedné strany polovinou osmdesátých let 19. století, kdy se z Netvala studenta stává Netval právník, a ze strany druhé jeho přestěhováním do Humpolce v roce 1897.

### Počátky působení ve Východních Čechách
Vůbec první zprávy o Matěji Netvalovi z období spojeného s východními Čechami pocházejí z jeho korespondence, kterou adresoval do redakce časopisu Květy, na jehož tvorbě se tehdy podíleli i někteří lumírovci, například Jaroslav Vrchlický. Z těchto dopisů bylo možné vyčíst některé zajímavé poznatky
. V prvním dopise datovaném do 21. srpna 1884 se Netval podepsal jako právník v Červeném Kostelci u Náchoda. Tato informace však koliduje s faktem, že Netval v roce 1884 ještě prokazatelně studoval na Právnické fakultě University Karlovy. Z toho lze usuzovat, že se mohlo jednat například o studentskou praxi. Mohl zde bydlet i u svého bratra, který žil v Červeném Kostelci.
Další dva následující dopisy
 z října a listopadu 1884 však udávají jinou adresu. Matěj Netval se tentokrát podepisuje jako právník a vychovatel v Byšicích u Mělníka. K Netvalově vychovatelské činnosti existují i další doklady. Těmi jsou rozhlasový projev pana profesora Pavla Zedníka, který byl napsán k příležitosti 110. výročí Netvalova narození a ze vzpomínek pana Miroslava Hynka, vnuka Matěje Netvala. Také z nich vyplývá, že Netval byl vychovatelem dokonce i u šlechtických rodin. Na základě těchto zdrojů je možné usuzovat, že se Matěj Netval věnoval vychovatelství jak před ukončením studia, tak bezprostředně po něm. Zatím jedinou stopou vedoucí k místu, kde toto povolání vykonával, jsou právě jeho dopisy.
Jednou z alternativ, kde mohl Matěj Netval bydlet je zámek přímo v Byšicích. Okresní archiv v Mělníku sdělil, že uvedený zámek patřil rodu Lobkoviců, ale sídlilo zde jen úřednictvo místního cukrovaru. Jeho působení zde je tedy málo pravděpodobné. Další z alternativ tedy je, že nepůsobil přímo v Byšicích, ale v blízkém okolí, přičemž se nabízí zámek v nedaleké obci Liblice. V současné době je tento objekt využívaný jako soukromé kongresové centrum. V 19. století byl v majetku rodu Thun-Hohensteinů. Ani jedna z výše uvedených zpráv není potvrzená.
Obsah dopisů
 se týká Netvalovy překladatelské činnosti. Matěj Netval se v dopisech snaží apelovat na nejmenovaného redaktora časopisu Květy, aby se vyjádřil k jeho žádosti o uveřejnění svého překladu Francescy z Rimini od Silvia Pellica. Dopis nebo jiná zpráva, která by potvrzovala nebo vyvracela uveřejnění Netvalova překladu, se nedochovala. Avšak z redaktorovy neochoty odepsat lze usuzovat, že k uveřejnění nedošlo. Dopisy současného čtenáře také upoutají vytříbeností jazyka a bohatstvím přívlastků, které Netval používá.

### Začátek kariéry

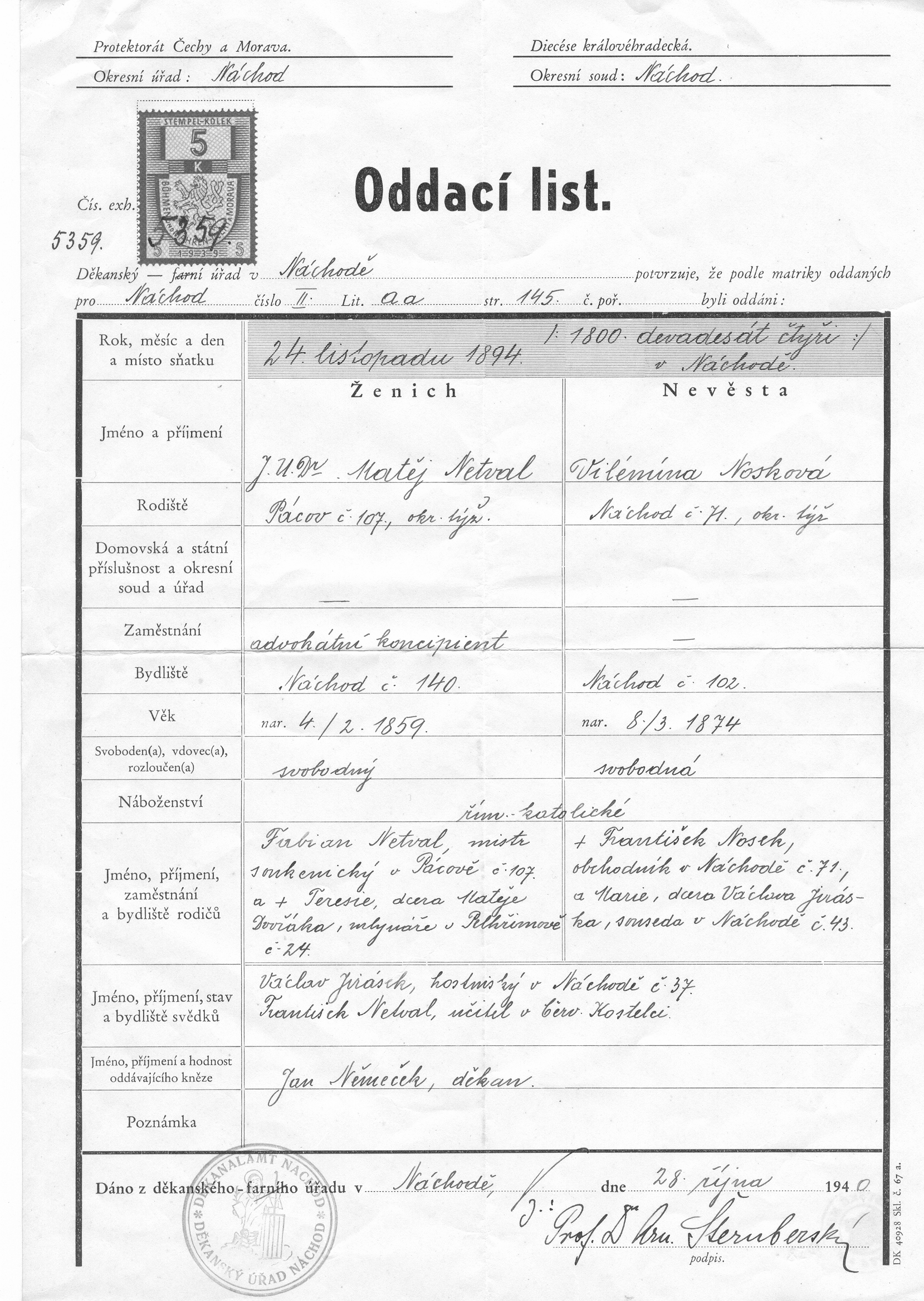
Oddací list Matěje Netvala a Vilemíny Noskové

Jak již bylo řečeno, Matěj Netval se po skončení studií stal právníkem, prozatím bez doktorského titulu. Když skončil s povoláním vychovatele, přestěhoval se do Českého Brodu, kde si zřídil první praxi jako advokátní koncipient. V tomto městě se kromě právnického povolání uplatnil i jako novinář. Roku 1886 v Českém Brodě redigoval místní časopis Českobrodské listy. Další informace o jeho pobytu v Českém Brodě nejsou známy.
Po několika letech se právní koncipient Matěj Netval přestěhoval do Náchoda. Rok tohoto přestěhování nebylo kvůli poškození archiválií možné přesně zjistit, avšak první ověřitelný rok jeho pobytu v Náchodě je 1891, kdy místní městský úřad korespondoval s úřady v oblasti jeho bývalého bydliště ve věci Netvalovy vojenské daně. V Náchodě se také z právního koncipienta Matěje Netvala stal JUDr. Matěj Netval, a to když složil v Praze rigorózní zkoušku, po které mu byl tento titul udělen. Na univerzitě byl zapsán do matriky doktorů.
O rok později, přesně 24. listopadu 1894, se oženil s Vilemínou Noskovou. Vilemína pocházela z náchodské obchodnické rodiny a byla o patnáct let mladší než její manžel. Doložitelná doba pobytu Matěje Netvala v Náchodě končí rokem 1894, právě okamžikem svatby. Jelikož se zdroje nezmiňují o jiném bydlišti, dá se proto usuzovat, že manželé bydleli v Náchodě až do roku 1897, kdy se přestěhovali do Humpolce.
Literární a novinářská tvorba Matěje Netvala v této době není také dobře zmapovaná. Z oboru novinářství se uchovala jen kusá zmínka o jeho působení v Českobrodských listech. Jak již bylo řečeno, v roce 1897 se Netval přestěhoval do Humpolce, kde žil dalších padesát let.

## Právníkem v Humpolci
Poslední období Netvalova života bylo ve znamení útlumu jeho činnosti literární a novinářské, a naopak se zde více věnuje právnické profesi.
Tato etapa je zcela odlišná i z hlediska bádání. Hlavní změnou je možnost použití pamětnických vzpomínek, které mimo jiné poskytují i obraz běžného života Matěje Netvala. Z největší části jde o vzpomínky vnuka Matěje Netvala, pana Miroslava Hynka, který podává vzpomínky nejen své, ale i své matky Mileny, nejmladší Netvalovy dcery, která mu o dědečkovi často vyprávěla. Dalším zdrojem vzpomínek jsou poznámky sestavené Netvalovým dalším vnukem, panem RNDr. Alexandrem Kasalem, DrSc., který je zaznamenal pro potřebu sestavení rodokmenu, k čemuž nakonec nedošlo. Tyto poznámky jsou většinou pořízeny ze vzpomínek Kasalovy matky Marty Kasalové, Netvalovy druhé dcery.

### První roky v Humpolci
V době, kdy se Netval přestěhoval do Humpolce, zde působil pouze jeden právník. Možnost uplatnění tedy byla slibná. Netvalovi zpočátku bydleli v lékárně na humpoleckém Dolním náměstí. Zde se také narodila Netvalova první dcera Marie. To bylo pouze rok po přistěhování v roce 1898. Nedlouho poté se v rámci města opět stěhovali. Tentokrát bydleli v domě, který nebylo možno přesně určit, měl však stát blízko humpoleckého kostela, což není daleko od předchozího bydliště. Zde se Netvalovým narodily další tři děti, Miroslav (1901), Marta (1904) a Milena (1908).
Nakonec si však Netvalovi mohli dovolit vlastní bydlení. Matěj Netval tehdy koupil relativně velký pozemek na okraji Humpolce. Tomuto pozemku se říkalo Ohrada. Dnes je to zastavěný prostor rozdělený na několik parcel. Celý pozemek je nyní ohraničen ulicemi Školní, Hálkovou a Masarykovou. Dnes tu stojí například humpolecké zdravotnické centrum a pomník prezidenta Masaryka. V Netvalově době šlo o volnou parcelu a první stavba, která zde byla postavena, je právě Netvalova vila, která se dnes nachází ve Školní ulici.. Vilu Netvalovi, podle vzpomínek jeho vnuků, postavil humpolecký stavitel Ehrlich. Netval musel být tehdy již velmi dobře finančně zajištěný, jak jinak by si mohl dovolit koupi velkého pozemku a stavbu prostorné dvoupodlažní vily. Není však známo, zda veškeré potřebné finančně prostředky pocházely pouze z právnické činnosti nebo i z jiných aktivit.

### Právnická činnost v Humpolci
Je ovšem jisté, že JUDr. Matěj Netval byl v Humpolci jako právník velmi uznáván, což dokládá i fakt, že byl v roce 1914 přizván k ražení tzv. nouzovek. Na začátku první světové války totiž začalo město Humpolec trpět nedostatkem drobných mincí, což bylo způsobeno tím, že lidé si doma tyto mince schovávali. To vyvolalo jejich nedostatek v obchodech. Městské zastupitelstvo společně se spořitelnou a obchodním grémiem přistoupilo k ražení nouzových mincí (výše uvedených nouzovek), které měly tento zmíněný nedostatek vyrovnat. K aktu ražby byli přizváni nejen zástupci jmenovaných subjektů, ale i další významní obyvatelé města, mezi nimiž byl i JUDr. Matěj Netval.
Svou právní kancelář si zřídil nedaleko svého prvního bydliště na humpoleckém Dolním náměstí v domě, ve kterém dnes sídlí stavební úřad. Kancelář se nacházela v prvním patře a byla dvoupokojová. V pozdějších letech mu v právnické praxi pomáhala i jeho dcera Marta, která v kanceláři pracovala jako jeho sekretářka. JUDr. Matěj Netval byl právník silně sociálně cítící. Pomáhal i chudší klientele a své zákazníky se často snažil usmířit mimosoudní cestou, než aby jim radil soudit se. Tím však ale přicházel o finanční odměnu spojenou s vedením procesu.

### Literární činnost v Humpolci
Mimo své povolání se však nadále zabýval novinářskou a literární činností. Zda psal již před válkou, není známo, o tom zprávy neexistují, ale z období první republiky se dochovalo několik příkladů jeho tvorby. Matěj Netval věnuje hlavně příležitostnému publikování pro regionální periodika. V Českomoravských listech zveřejňoval své fejetony
 inspirované jeho vlastním životem nebo jeho právnickou profesí. Do dalších novin píše také tzv. soudničky
, které byly tehdy oblíbené.
Dále se také věnuje svým oblíbeným italským preromantikům, které již nepřekládá, ale věnuje se jejich propagaci. V roce 1920 již podruhé vydal svůj překlad Francescy z Rimini od Silvia Pellica. Toto vydání však nemělo velký úspěch a většina tisků zůstala ležet ladem u Netvala na půdě. Další prací, která se týká Silvia Pellica, je Netvalův medailon o tomto spisovateli
, jenž byl Netvalem vydán ku příležitosti stého výročí uvěznění Silvia Pellica na Špilberku. Tam byla roku 1922 uspořádána italská národní pouť za účasti členů italské vlády, jmenovitě např. ministr |války di Scalea. Součástí těchto oslav bylo i divadelní zinscenování Francescy z Rimini v Národním divadle v Brně podle Netvalova překladu.
.
O rok později se Matěj Netval dočkal prvního a zároveň největšího ocenění své překladatelské tvorby. Tímto oceněním bylo jmenování rytířem Řádu italské koruny, které mu bylo uděleno roku 1923 za jeho překlady italským králem Viktorem Emanuelem III.
. Tato medaile patří k nejvyšším italským vyznamenáním. Řád byl založen roku 1868 po italském připojení Benátska a byl udělován jak domácím, tak zahraničním osobnostem, které si vysloužily uznání italského národa, ať to bylo v činnosti vojenské nebo i civilní. Na samotné medaili je zobrazena lombardská koruna užívaná ke korunovaci římsko-německých králů, kteří se vydali na římskou jízdu
. JUDr. Matěj Netval tehdy dosáhl vrcholu uznání za svého života.
V následujících letech se ale musel vyrovnat se ztrátou své manželky Vilmy, která zemřela v roce 1925. Velkým problémem začala být Netvalova špatná finančně situace, která byla zapříčiněna z jedné strany špatnými investicemi do vydávání svých překladů a prací, z druhé strany malou výdělečností jeho právnické praxe, způsobenou Netvalovým sociálním cítěním popsaným v předešlých odstavcích. Kvůli tomu musel přistoupit k postupnému rozprodávání svých pozemků, které mu poskytovaly další finančně prostředky. Někdy na počátku třicátých let také kvůli vysokému věku končí s právnickou praxí.
V roce 1936 se JUDr. Matěj Netval dočkal ještě jednoho aktu uznání, to když byl jmenován čestným občanem svého rodného Pacova. Se jmenováním je spojen i vznik první práce, která se zabývá Netvalovým dílem. Šlo o projev sepsaný k této příležitosti neznámým představitelem města.

### Závěr života
Netval žil ve své vile v Humpolci až do začátku druhé světové války, kdy se jeho finančně situace dostala do kritického stavu stejně jako jeho zdraví, které se rychle zhoršovalo, trpěl manio-depresivními stavy. To nakonec Matěje Netvala přinutilo, aby prodal svůj dům a za peníze získané z prodeje se přestěhoval do domova blahoslavené Bronislavy v Humpolci, který byl veden řádovými sestrami z Olomouce
. Zde Matěj Netval prožil celou válku i léta po ní. Za války ještě stihl napsat své poslední literární dílko, jímž je báseň věnovaná řádovým sestrám, které o něj pečovaly. Báseň nese název Epištola a byla sepsána k Novému roku 1944. Pomocí metafory vyjadřuje, jak cenné je v lidském životě štěstí, které přirovnává ke zlatému ptáku.
JUDr. Matěj Netval zemřel 23. srpna 1947 ve věku 88 let. Pohřeb se konal 26. srpna na humpoleckém hřbitově za účasti oficiální delegace pacovských občanů, kteří přednesli smuteční řeč.

## Literát
- Seznam děl v Souborném katalogu ČR, jejichž autorem nebo tématem je Matěj Netval

Tvorbu Matěje Netvala lze rozdělit do tří okruhů. Prvním z nich je okruh překladatelství a zahrnuje asi nejvýznamnější část jeho díla, a to překlady děl italských preromantiků. Druhou částí je Netvalova novinářská tvorba. A konečně třetí částí jsou dvě díla Matěje Netvala nezařaditelná ani do jednoho ze dvou předcházejících oddílů. Jde o medailonek o Silviu Pellicovi a báseň Epištola, složenou k Novému roku 1944.

### Překladatelství
JUDr. Matěj Netval se ve své překladatelské práci, jak již bylo výše uvedeno, věnoval dvěma předním představitelům italského preromantismu, kterými jsou Ugo Foscolo a Silvio Pellico. Je jedním z mála, kdo je překládal a propagoval jejich dílo. V tomto kontextu je Netvalovo jméno uvedeno např. v Ottově slovníku naučném u hesla Silvio Pellico
.

#### Překlady děl Silvia Pellica
Někdy v době, kdy končil studium na gymnáziu a začínal studovat v kněžském semináři, se začal zajímat o antickou a italskou literaturu. Ugo Foscolo a Silvio Pellico ho zaujali snad svými životními osudy, snad svým silným vlastenectvím a v jejich překladech mohl mladý teolog vidět možnost poskytnout vzor českému národu. Jeho překladatelskou prvotinou, ještě v dobách studia kněžského semináře, byla kniha Z mých žalářův (1882), což jsou vzpomínky S. Pellica na jeho věznění na Špilberku, kam se dostal kvůli svým názorům a snahám o osvobození části severoitalských území z rakouské moci. Netval také napsal ke knize předmluvu, ve které vylíčil životní peripetie italského spisovatele. Snad tak chtěl vyjádřit nesouhlas s politikou rakousko-uherské vlády. Překlad Netvalovi vyšel nákladem Cyrilometodějské knihtiskárny v Praze.

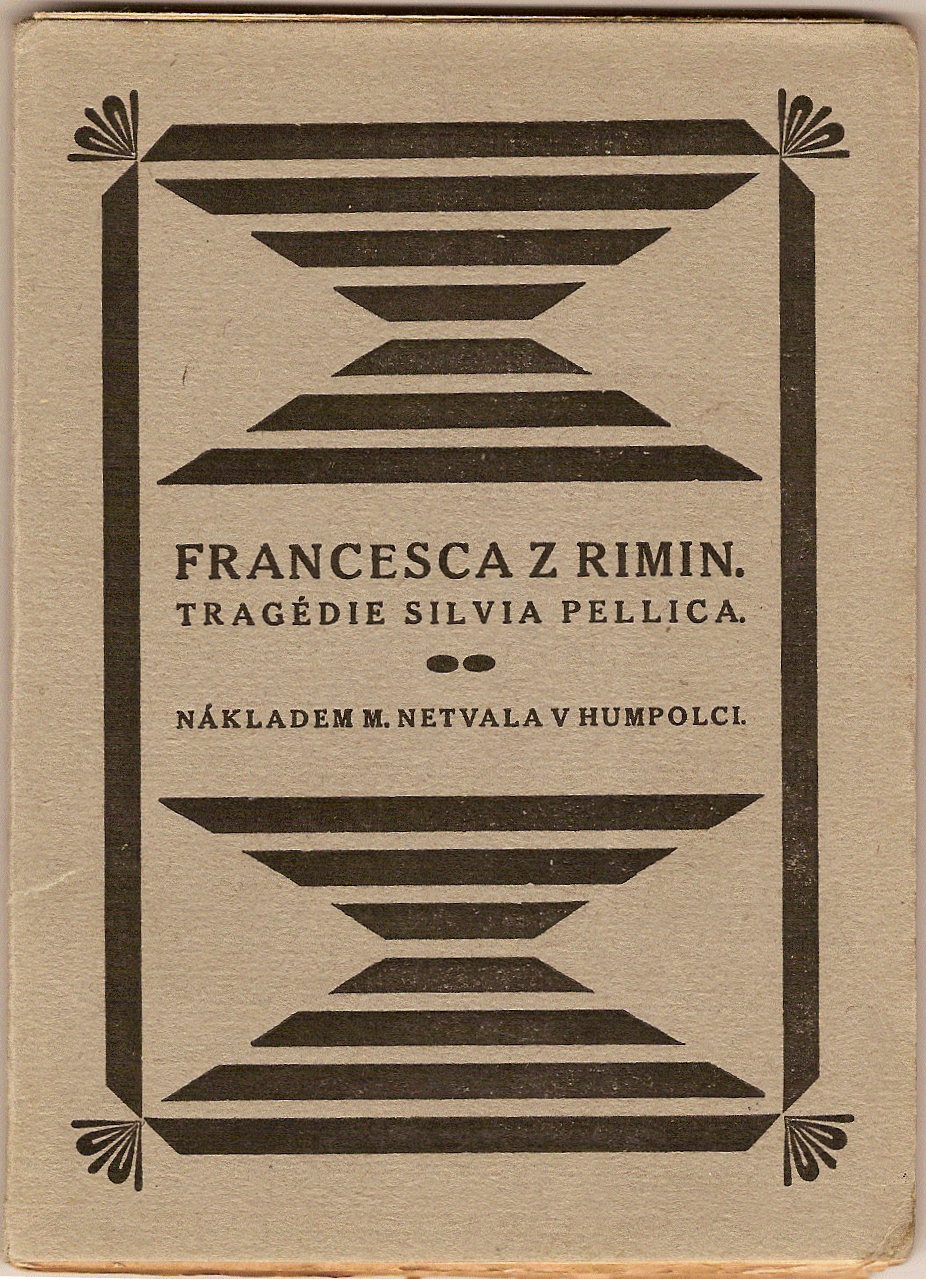
Francesa z Rimini

Následně se opět věnoval Silviu Pellicovi a přebásnil jeho vrcholné dílo, hru Francesca z Rimini (1885 a 1920)
. Ta je italskou národní hrou, protože v ní Pellico prostřednictvím postav, především postavou Paola, vyjadřuje svou hlubokou lásku k vlasti. Dějovou linii vlastního příběhu tvoří milostný vztah Paola a Francescy, která si má ale vzít jeho bratra. Milenci jsou však odhaleni a oba jsou zabiti. Netval se svůj překlad pokusil uveřejnit v roce 1884 v časopise Květy, avšak neúspěšně. Nakonec jej vydal vlastním nákladem o mnoho let později v roce 1922 v Humpolci a věnoval toto vydání památce Jaroslava Vrchlického, se kterým se osobně znal a který byl jeho překladatelským vzorem. Netvalův překlad v Čechách nebyl příliš úspěšný, oproti tomu v Itálii byl hodnocen velmi kladně a Netval za něj byl vyznamenán nejvyšším italským vyznamenáním té doby, Řádem italské koruny. Samotná hra se hrála v roce 1922 v brněnském Národním divadle u příležitosti stého výročí uvěznění Silvia Pellica na Špilberku.

#### Překlad Foscolova románu
Kromě Silvia Pellica měl Netval v oblibě i dalšího italského preromantika Uga Foscola, kterého do češtiny překladatelsky uvedl Jaroslav Vrchlický. Tento literát byl Netvalovým přítelem již za studií, a tak inspirován jeho příkladem, přetlumočil Netval do češtiny Foscolův román Poslední listy Jakuba Ortise (1883). Kniha je psána formou dopisů. Hlavním hrdinou je italský vlastenec, který trpí nesvobodou vlasti a neopětovanou láskou. V příběhu se částečně zrcadlí osudy samotného Foscola. Kniha je také inspirována Goethovým Utrpením mladého Werthera. Hlavní hrdina nakonec spáchá sebevraždu. Toto dílo vydal v pražském knihkupectví I. L. Kobrova.
Matěj Netval byl ve své době odborníkem na zmíněné italské autory, což dokazuje i fakt, že svému příteli Jaroslavu Vrchlickému pomohl opravit chybu v jeho souboru italské poezie, Poesie italská nové doby (1782–1882)
. Netval Vrchlického upozornil na chybné autorství jedné překládané básně, kterou Vrchlický připisoval Pellicovi, ta však patří do díla jednoho jeho méně známého spoluvězně ze Špilberku.

### Novinář
Zároveň s překládáním se Matěj Netval věnuje tvorbě novinářské. Začíná již ve studentských letech. Jako vysokoškolský student se měl uplatnit jako redaktor Národních listů, časopisu mladočeské strany. Tuto pamětnickou informaci však nebylo možné ověřit, protože velké množství čísel Národních listů z doby Netvalových studií, tedy let 1880 až 1885, se nedochovalo, jsou poškozené nebo nepřístupné k bádání. Po skončení studií se Matěj Netval snaží uplatnit v regionálních časopisech. V době, kdy žil v Českém Brodě, redigoval regionální časopis Českobrodské listy. Jiné důkazy o jeho novinářské činnosti z doby, kdy pobýval ve východních Čechách, se nepodařilo nalézt. V Humpolci se novinařině věnuje již pouze příležitostně. Přispívá svými fejetony a soudničkami do regionálních novin. Těmi byly odnože Českomoravských listů, Humpolecký týdeník a Čáslavsko-kutnohorský obzor.
Několik příkladů: fejeton Jak na nás pan biskup Jirsík vyzrál, kde Netval vzpomíná na středoškolská léta, vlastně drobná příhoda, kdy se studenty poobědval sám biskup Jirsík
 a soudnička Něco o maření exekuce
, která pojednává o jednom Netvalově případu, kdy bylo v rámci exekuce zabaveno i živé prase. Existuje také zmínka o publikaci v časopisu Hlasy od Želivky.

### Ostatní

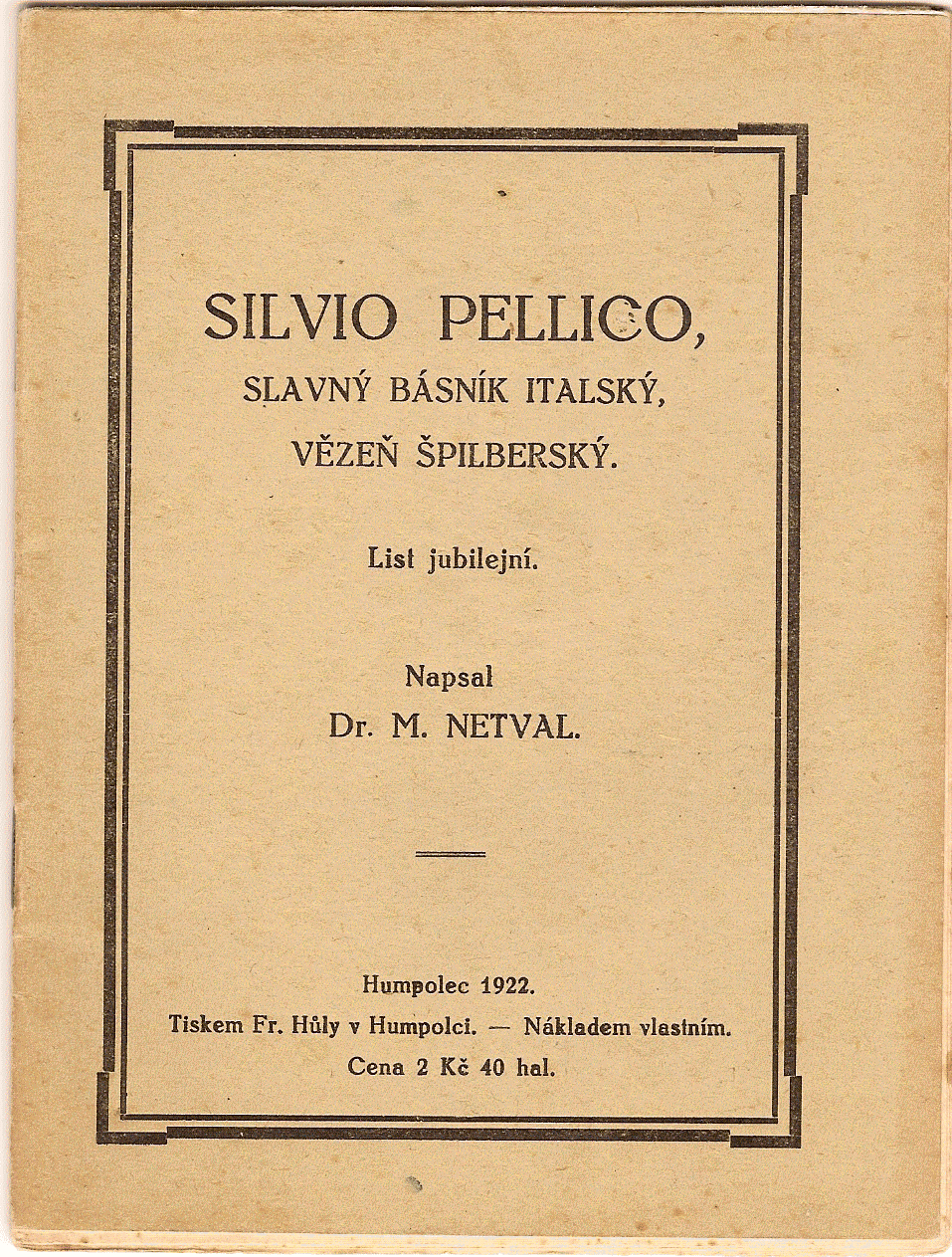
Titulní strana medailonu o S. Pellicovi

Posledním oddílem Netvalovy literární činnosti jsou texty nezařaditelné do žádné z předchozích kategorií.
Prvním textem je Netvalův medailon o Silviu Pellicovi
. Byl vydán ku příležitosti stého výročí uvěznění italského spisovatele na Špilberku. Text vydal Matěj Netval vlastním nákladem. Medailon nese název Silvio Pellico, slavný básník italský, vězeň špilberský
. Jde vlastně o krátký životopis se zamyšlením nad nastávajícími oslavami
.
Druhé dílko je Netvalovým vůbec posledním textem, jedná se o báseň Epištola složenou pro sestry řádu sv. Norberta, které o Matěje Netvala pečovaly v posledních letech života. Báseň byla napsána ku příležitosti začátku roku 1944.

## Osobnost
Jak dokládají rodinné fotografie, JUDr.] Matěj Netval byl vyšší štíhlé postavy, jeho výrazným rysem byl hustý knír. Na veřejnosti vystupoval vždy s grácií až aristokraticky. Snažil se vypadat stále upraveně a elegantně. Nosil pěkné obleky a nikdy se neobešel bez klobouku a hůlky. Jeho elegance se projevovala i v rukopisu, který byl úhledný až krasopisný. Slovy jeho vnuka Miroslava Hynka: Maminka říkala, že když byl děda vychovatelem, tak načichl zámeckými mravy. Z této doby mu snad zůstala i náklonnost k červenému vínu, na které si velmi rád zašel do vinárny paní Čížkové v Humpolci.
Žil společenským životem a často se angažoval ve veřejném dění, své názory prosazoval rázně i za cenu konfliktů. Přestože nebyl žádným knihomolem, byl velmi sečtělý. Také rád cestoval, a to hlavně do své milované Itálie, kterou navštívil několikrát i se svým synem Miroslavem. Při výchově dětí byl velmi přísný až pedantský, ale spravedlivý, což poznal i malý Mirek, když se u něj doučoval krasopisu. Přestože se Matěj Netval snažil vystupovat klidně a uhlazeně, nedokázal se v rámci vyhrocenějších situací ubránit poněkud hrubější konfrontaci. To dokládá příhoda z jeho právnické kanceláře, kdy měl prý jednoho ze svých klientů, či snad konkurentů shodit ze schodů. Méně závažné situace však dokázal řešit inteligentně a s humorem, což ukazuje další historka. Jednou odpoledne se prý Netvala jeden humpolecký řezník otázal, co má dělat, když mu cizí pes snědl věnec buřtů. Matěj Netval mu odpověděl, že může po majiteli žádat náhradu, a zeptal se ho, čí že to byl pes. Drobný soukromník odvětil: „Pane doktore, Váš!“ Načež mu právník odpověděl požadavkem na zaplacení právní konzultace odpovídající ceně buřtů. Mimo to, že Netval patří k zajímavým literátům, byl i zajímavou osobností.

## Obrazová dokumentace

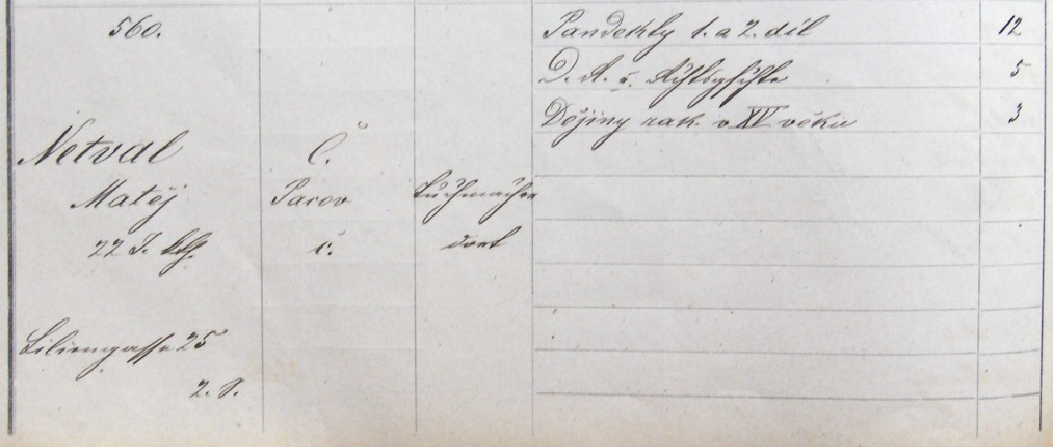
Seznam posluchačů práv. Mezi nimi i Matěj Netval

### Archivní prameny
- Archiv Univerzity Karlovy (dále AUK), Fond teologické fakulty.
- AUK, Fond právnické fakulty, Hauptkatalog der Hörer der Theologie im studien Jahre 1880.
- AUK, Fond právnické fakulty, Matrika doktorů.
- Muzeum Antonína Sovy Pacov (dále MAS), Rodný a křestní list Matěje Netvala.
- Památník národního písemnictví, Květy, Redakční korespondence.
- Státní okresní archiv České Budějovice, Jirsíkovo státní gymnasium České Budějovice, Hlavní katalog o docházce a prospěchu.
- Soukromý archiv Jiřího Honzla (dále SAJH), bytem Jihlava, Mahlerova 5; HAMZA, J., kalendář Humpolec 2005, Humpolec: MANATECH spol. s. r. o., 2004.
- SAJH, ZEDNÍK, P., Projev ke 110. výročí Netvalova narození, uveřejněno v roce 1969 v humpoleckém místním rozhlase.

### Noviny a časopisy
- MAS, Českomoravské listy, Čáslavsko-kutnohorský obzor a Humpolecký týdeník, IV/1933, 10.
- MAS, Českomoravské listy, Humpolecký týdeník, IV/1932, 4.
- BRZOŇ, F., Zapomenutý spisovatel, Listy Pelhřimovska 6, 1997, 134, s. 13.

### Vzpomínky pamětníků
- Alexander Kasal, bytem Praha, Žitomírská 43; vnuk Matěje Netvala.
- Miroslav Hynek, bytem Humpolec, Lnářská 112, vnuk Matěje Netvala.
- Soukromý archiv Alexandra Kasala, bytem Praha, Žitomírská 43; vnuk Matěje Netvala, Psaný záznam vzpomínek Marty Kasalové.

### Internetové stránky
- KABELOVÁ, D., Gymnázium J. V. Jirsíka – Historie, datum publikování neuvedeno, poslední revize 3. 3. 2008 [citováno 4. 3. 2008], dostupné z http://www.gjvj.cz/?page=historie
- SHACKELFORD, M., Medals of Italy, 1998, datum poslední revize neuvedeno [citováno 4. 3. 2008], dostupné z http://www.gwpda.org/medals/italmedl/italy.html.
- Silvio Pellico – Wikipedia, free encyclopedia, datum publikování neuvedeno, poslední revize 20. 11. 2007 [citováno 4. 3. 2008], dostupné z http://en.wikipedia.org/wiki/Silvio_Pellico.
- SVATOŠ, M., Univerzita Karlova – Historie UK [online], datum publikování neuvedeno, poslední revize 17. 6. 2004 [citováno 4. 3. 2008], dostupné z http://www.cuni.cz/UK-374.html.
- Ugo Foscolo – Wikipedia, free encyclopedia, datum publikování neuvedeno, poslední revize 18. 2. 2008 [citováno 4. 3. 2008], dostupné z http://en.wikipedia.org/wiki/Ugo_Foscolo.